# Ricardo Magdalena
Ricardo Magdalena Tabuenca (Zaragoza, 3 de febrero de 1849 - ibídem, 28 de marzo de 1910) fue un arquitecto, pintor, diseñador y artista zaragozano y uno de los máximos exponentes del historicismo y eclecticismo arquitectónico en España.
Su estilo es monumental e historicista, basado en la recuperación de la clásica arquitectura del Renacimiento aragonés, con elementos mudéjares, utilización del ladrillo y grandes aleros de madera, como la Lonja de Zaragoza y otras casas y palacios de la ciudad, que constituían aún la mayor parte de sus edificaciones. Sin embargo no relegó el cultivo de la arquitectura del hierro, como puede observarse en el Matadero Municipal, aunque en este aspecto le aventajó Félix Navarro, su gran competidor contemporáneo. A diferencia de Magdalena, que buscaba conectar con los elementos de la tradición para la renovación de la arquitectura, Navarro buscaba investigar en el desarrollo de esta a través de las posibilidades que ofrecían los nuevos materiales y de un nuevo enfoque destinado a la clase obrera. Magdalena fue ante todo un ecléctico, agradecido al Ayuntamiento, que le proporcionó una educación y una carrera impensables en su situación de orfandad, y fiel servidor de las instituciones para las que trabajó.

## Biografía

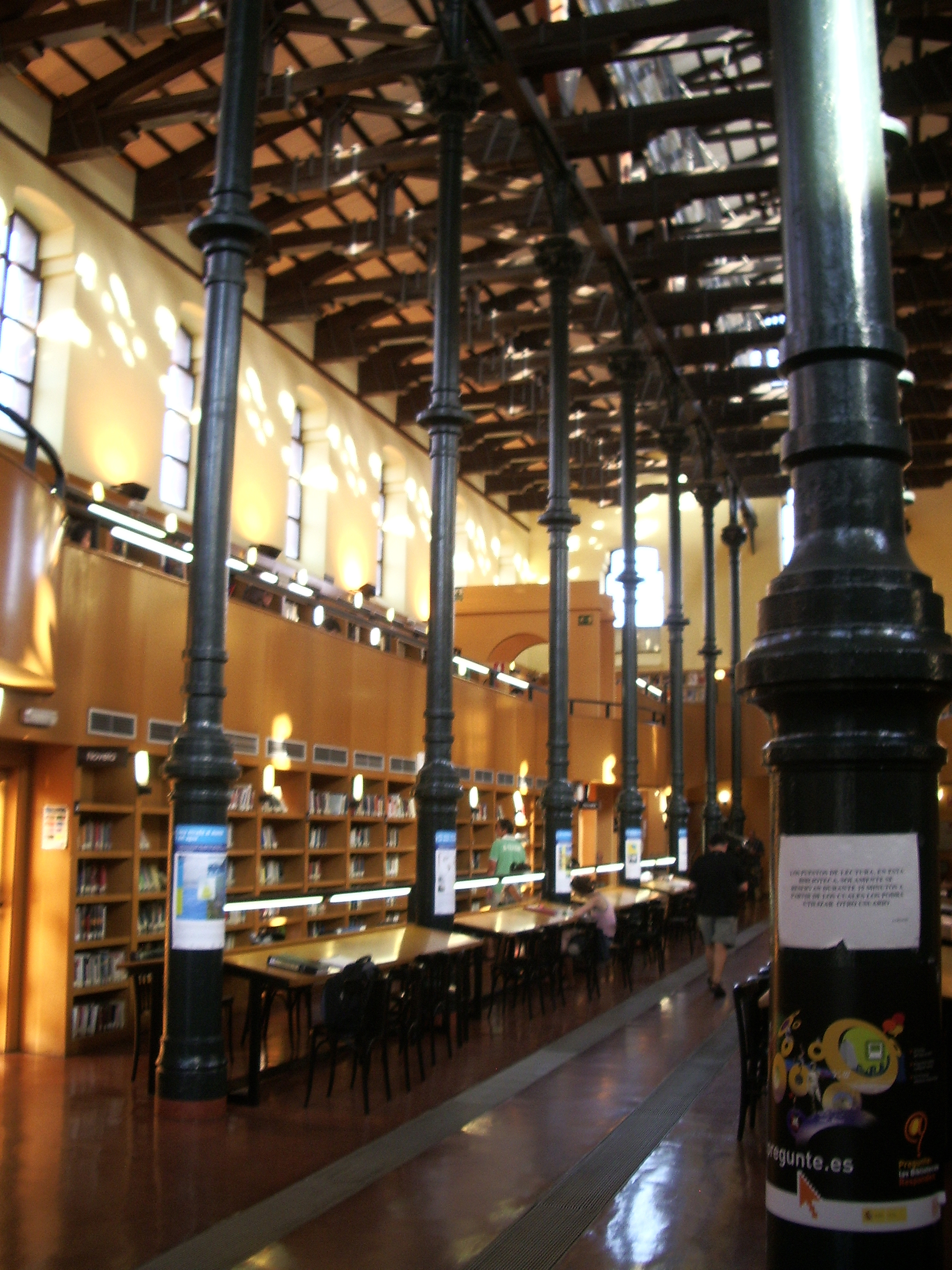
Interior de una de las naves del Matadero Municipal de Zaragoza, hoy convertido en biblioteca pública.

Nació el 3 de febrero de 1849 en Zaragoza; hijo de Conrado Magdalena y de María Tabuenca, quedó huérfano a los pocos años, por lo que llevó a cabo los estudios de primera y segunda enseñanza en una escuela municipal (estos últimos y la carrera de Arquitectura, becado por el ayuntamiento). Se licenció el 13 de marzo de 1873 en Madrid. Más tarde se casó con Dolores Gallifa, con la que tuvo catorce hijos, uno de los cuales fue arquitecto, al igual que un nieto. Ejerció en Zaragoza, donde fue arquitecto municipal desde 1876, si bien trabajó en otras ciudades españolas, como Tarragona, Cádiz, Madrid, Vitoria o San Sebastián entre otras.
En 1874 fallece el arquitecto municipal de Zaragoza Segundo Díaz. El ayuntamiento de la ciudad ofrece esta plaza al mejor diseño para el proyecto iglesia parroquial de Garrapinillos, que gana Ricardo Magdalena. El resto de su vida desempeñaría esta función de arquitecto municipal de su ciudad natal. 
El Matadero Municipal fue la obra que le reportó su primer gran éxito. El proyecto de Magdalena fue aprobado en enero de 1877, y comenzado a construir en noviembre de 1878. Para su inauguración en 1885 se celebró una Exposición Aragonesa. Constaba de un conjunto urbanizado en el que resaltan tres naves construidas en piedra, mampostería y ladrillo con estructuras de columnas de hierro y techumbres de madera. En ellas destacaba su funcionalidad, pero no se rechazaba una discreta ornamentación en capiteles y columnas de hierro fundido. Fue el gran elemento urbanizador del barrio de Montemolín de Zaragoza, y mereció el reconocimiento de su tipología constructiva, ya que muchos mataderos de España imitaron su diseño.
Pero la obra capital de Ricardo Magdalena fue la nueva Facultad de Medicina y Ciencias de Zaragoza. Las instalaciones de la antigua universidad situadas en el barrio de la Magdalena se habían quedado pequeñas y obsoletas, por ello en 1886 la ciudad convocó un concurso para construir una nueva facultad que albergara las disciplinas científicas de la Universidad de Zaragoza. Magdalena planeó un edificio de varios módulos; el principal era todo un homenaje a la arquitectura renacentista aragonesa, pero con una concepción y dimensiones monumentales y una ornamentación modernista sin estridencias. El edificio fue finalizado en julio de 1892 y su inauguración al año siguiente convocó a más de diez mil ciudadanos. La obra fue elogiada en toda España en su momento por la modernidad de sus instalaciones, e incluso le fue dedicado un número monográfico de la Revista de arquitectura, una publicación de gran prestigio en este ámbito. Constaba de dependencias para la docencia, un Hospital Clínico Universitario y un pabellón de disección, que no se conserva. El edificio se convirtió pronto en un símbolo del regionalismo arquitectónico y el historicismo aragonés con sus recuerdos de yeserías mudéjares, labores en ladrillo, aleros trabajados en madera, y equilibrio de líneas del clasicismo aragonés.

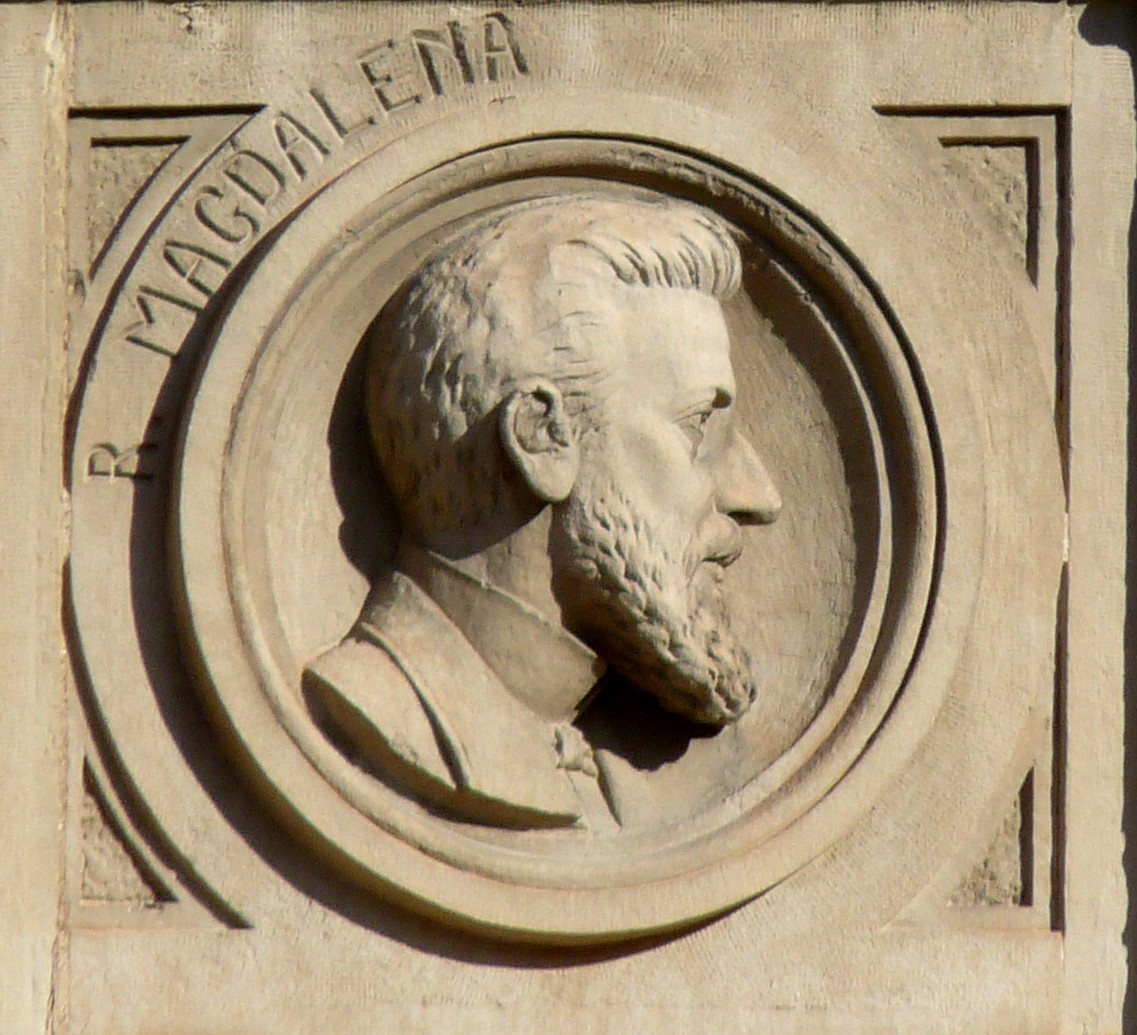
Retrato de Ricardo Magdalena en la fachada del Grupo Escolar Gascón y Marín (Zaragoza).

Entre los cargos que ostentó destacan los de arquitecto del Ministerio de Instrucción Pública y Bellas Artes, director de la Escuela de Artes y Oficios de Zaragoza y también de la Escuela Superior de Artes Industriales e Industrias. Perteneció a la Real Academia de Nobles y Bellas Artes de San Luis desde su acceso al cargo de arquitecto municipal de Zaragoza, a la Real Academia de Bellas Artes de Cádiz y a la de Tarragona. En 1886 fue nombrado socio emérito de la Real Sociedad Económica Aragonesa de Amigos del País.
Su último encargo importante fue el de coordinador de las obras destinadas a la Exposición Hispano-Francesa de 1908, en la que se conmemoraba el primer centenario de los Sitios de Zaragoza. Su labor como máximo responsable del proyecto fue decisiva. Se construyeron varios edificios permanentes, como el que iba a ser Museo de Zaragoza (inicialmente denominado Museo Provincial de Bellas Artes), y otros efímeros, como el pabellón Francés, proyectado por Félix Navarro. Él mismo diseñó personalmente el Gran Casino de la Exposición de 1808, donde probó su capacidad para una fantástica arquitectura efímera de carácter plenamente modernista. Cuando fue inaugurado el recinto de la Exposición internacional, fue calificado como «la bella ciudad de Magdalena».
A su muerte, fue agasajado con grandes honores en su entierro por el Ayuntamiento de Zaragoza y una multitud de aproximadamente seis mil personas acompañó al féretro.
En conmemoración de su trayectoria la Institución Fernando el Católico entrega anualmente el Trofeo de arquitectura Ricardo Magdalena.

## Obras en Zaragoza

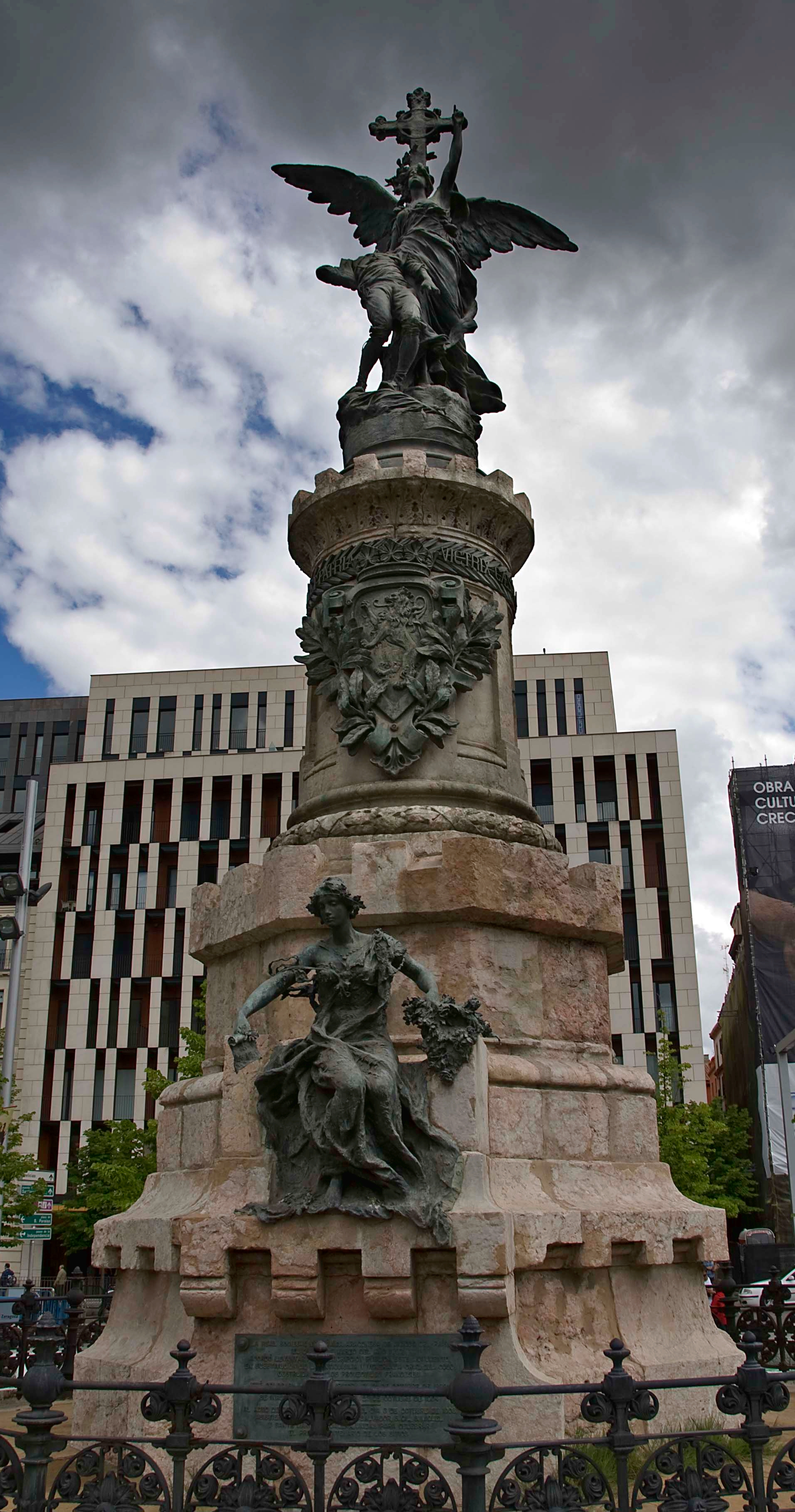
Monumento a los mártires de la religión y de la patria de Zaragoza, obra de Ricardo Magdalena y Agustín Querol (1904).

- Iglesia del barrio de Garrapinillos. 1874.
- Iglesia del convento de las Hermanitas de los Ancianos Desamparados. Avenida de San José, 14. 1882.
- Antiguo Matadero Municipal, sede de la Exposición Aragonesa de 1885 y actualmente complejo cívico «Salvador Allende». 1878-1885.
- Reforma del Teatro Principal de Zaragoza. 1884-1891.
- Antigua facultad de Medicina y Ciencias (Actual edificio Paraninfo de la Universidad de Zaragoza), Pza. Basilio Paraíso 4. 1886 - 1893.
- Confitería Fantoba. Calle Don Jaime I, 21. 1888.
- Reforma del paseo de Sagasta de Zaragoza. 1900.
- Proyecto de urbanización del barrio de La Romareda de Zaragoza. 1901.
- Segunda torre del templo de El Pilar (en colaboración con José de Yarza Echenique). 1903.
- Decoración del Puente de América sobre el Canal Imperial de Aragón (diseñado por José María Royo Villanova). 1904.
- Proyecto del Monumento a los Mártires (esculturas de Agustín Querol), Pza. de España. 1904.
- Fachada principal de la Casa de Amparo. 1905.
- Decoración del Palacio de la Ilusión. 1905
- Arco de Entrada a la Exposición Hispano-Francesa de 1908. 1907.
- Gran Casino de la Exposición Hispano-Francesa de 1908. 1907.
- Museo de Zaragoza (en colaboración con Julio Bravo Folch). 1908.
- Capilla-Mausoleo de las Heroínas de Zaragoza, en la iglesia del Portillo. 1908

## Otras Obras
- Restauración del Monasterio de San Juan de la Peña, en Huesca. 1889.
- Casa Buñuel, en Calanda. 1900.